# Cesalpiniòidies

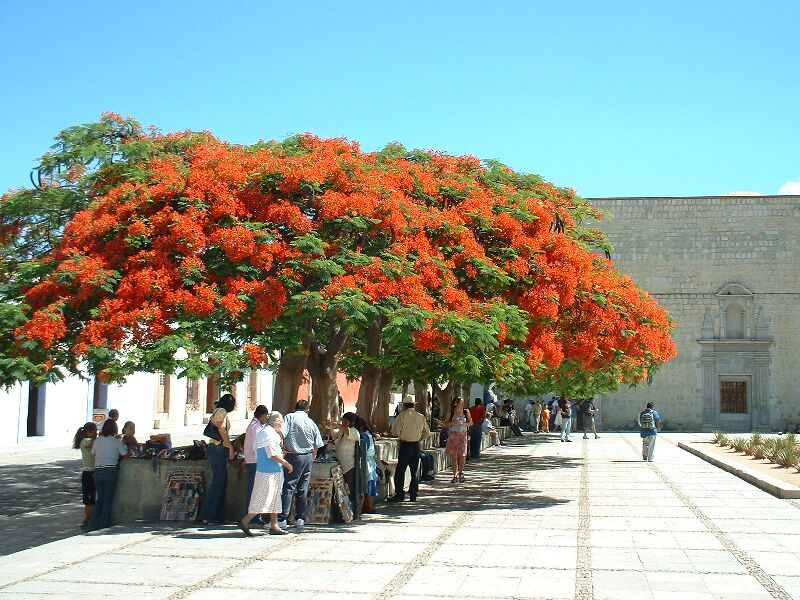
Flamboyant (Delonix regia)

Caesalpinioideae o cesalpiniòidies és una de les tres subfamílies en les quals es divideix la família de les lleguminoses o fabàcies (Fabaceae).

## Característiques
Flors zigomorfes molt variables, com en el gènere Cercis o Bauhinia. A les nostres terres només està representada pel garrofer (Ceratonia siliqua).

## Classificacions
La subfamília Caesalpinioideae es considera una família separada en el Sistema Cronquist de Classificació (1981), mentre que en el sistema APG II (2003) és una subfamília de les lleguminoses.
La subfamília Caesalpinioideae està dividida en quatre tribus: Caesalpinieae, Cassieae, Cercideae i Detarieae.

### Tribus i gèneres
Caesalpinieae
- Acrocarpus
- Arapatiella
- Arcoa
- Balsamocarpon
- Batesia
- Burkea
- Bussea
- Caesalpinia
- Campsiandra
- Cenostigma
- Chidlowia
- Colvillea
- Conzattia
- Cordeauxia
- Delonix
- Dimorphandra
- Diptychandra
- Erythrophleum
- Gleditsia
- Gymnocladus
- Haematoxylum
- Hoffmannseggia
- Jacqueshuberia
- Lemuropisum
- Lophocarpinia
- Melanoxylum
- Moldenhawera
- Mora
- Moullava
- Orphanodendron
- Pachyelasma
- Parkinsonia
- Peltophorum
- Poeppigia
- Pomaria
- Pterogyne
- Pterolobium
- Recordoxylon
- Schizolobium
- Sclerolobium
- Stachyothyrsus
- Stahlia
- Stenodrepanum
- Stuhlmannia
- Sympetalandra
- Tachigali
- Tetrapterocarpon
- Vouacapoua
- Zuccagnia

Cassieae
- Androcalymma
- Apuleia
- Brenierea
- Cassia
- Ceratonia
- Chamaecrista
- Dialium
- Dicorynia
- Distemonanthus
- Duparquetia
- Eligmocarpus
- Kalappia
- Koompassia
- Labichea
- Martiodendron
- Mendoravia
- Petalostylis
- Senna
- Storckiella
- Zenia

Cercideae
- Adenolobus
- Barklya
- Baudouinia
- Bauhinia
- Cercis
- Gigasiphon
- Griffonia
- Lysiphyllum
- Piliostigma
- Tylosema

Detarieae
| Llinatge 1a (12 gèneres) - Augouardia - Colophospermum - Gossweilerodendron - Guibourtia - Hardwickia - Hymenaea - Kingiodendron - Oxystigma - Peltogyne - Prioria - Stemonocoleus - Trachylobium |  | Llinatge 1b (10 gèneres) - Apaloxylon - Baikiaea - Bathiaea - Copaifera - Detarium - Gilletiodendron - Hylodendron - Sindora - Sindoropsis - Tessmannia |  |

| Llinatge 2a (31 gèneres) - Afzelia - Brachystegia - Brodriguesia - Cryptosepalum - Cynometra - Daniella - Endertia - Eperua - Eurypetalum - Gilbertiodendron - Goniorrachis - Hymenostegia - Intsia - Lebruniodendron - Leonardoxa - Leucostegane - Loesenera - Macrolobium - Maniltoa - Neochevalierodendron - Oddoniodendron - Paramacrolobium - Pellegriniodendron - Plagiosiphon - Saraca - Schizoscyphus - Schotia - Scorodophloeus - Talbotiella - Tamarindus - Zenkerella |  | Llinatge 2b (6 gèneres) - Aphanocalyx - Bikinia - Icuria - Julbernardia - Michelsonia - Tetraberlinia |  | Llinatge 2c (22 gèneres) - Amherstia - Anthonotha - Berlinia - Brachycylix - Brownea - Browneopsis - Crudia - Dicymbe - Didelotia - Elizabetha - Englerodendron - Heterostemon - Humboldtia - Isoberlinia - Librevillea - Lysidice - Microberlinia - Paloue - Paloveopsis - Phyllocarpus - Polystemonanthus - Pseudomacrolobium |  |